# Zavet (obchtina)
Zavet (bulgare : Завет) est une obchtina de l'oblast de Razgrad en Bulgarie.